# Malbouzon
Malbouzon ist eine Ortschaft in Südfrankreich. Die ehemals eigenständige Gemeinde in der Verwaltungsregion Okzitanien (vor 2016 Languedoc-Roussillon), im Département Lozère, im Arrondissement Mende und im ehemaligen Kanton Aumont-Aubrac wurde mit Wirkung vom 1. Januar 2017 mit Prinsuéjols zur Commune nouvelle Prinsuéjols-Malbouzon zusammengelegt.

## Geografie
Malbouzon liegt an der Rimeize und wird von der ehemaligen Route nationale 587 tangiert. Nachbarorte sind La Fage-Montivernoux im Norden, Fau-de-Peyre im Osten, Prinsuéjols im Südosten, Marchastel im Süden, Nasbinals im Südwesten und Brion im Nordwesten.

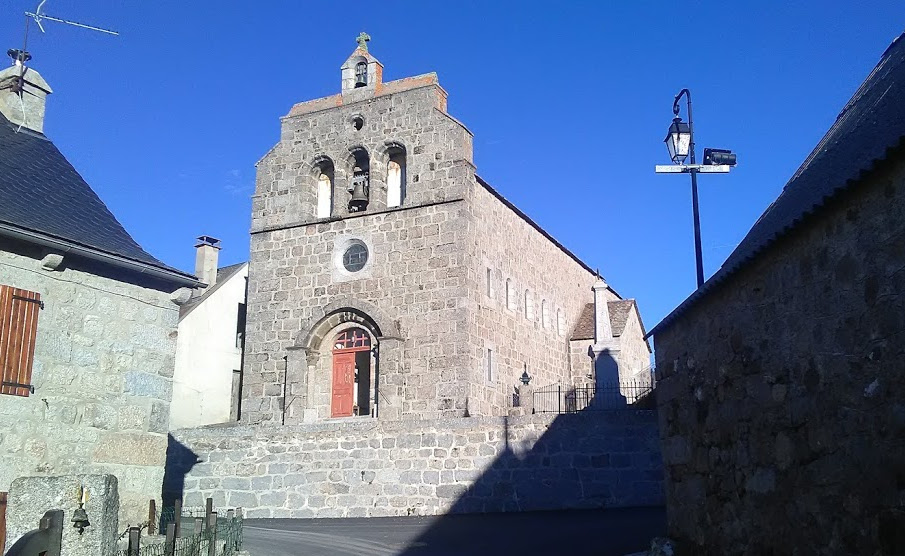
Kirche Mariä Himmelfahrt

## Bevölkerungsentwicklung
| Jahr                       | 1962 | 1968 | 1975 | 1982 | 1990 | 1999 | 2009 | 2014 |
| -------------------------- | ---- | ---- | ---- | ---- | ---- | ---- | ---- | ---- |
| Einwohner                  | 251  | 250  | 223  | 189  | 184  | 160  | 149  | 129  |
| Quellen: Cassini und INSEE |      |      |      |      |      |      |      |      |